# Hydrindan
Hydrindan ist eine chemische Verbindung aus der Gruppe der gesättigten cycloalophatischen Kohlenwasserstoffe, bei der ein Cyclohexan-Ring und ein Cyclopentan-Ring über eine gemeinsame Bindung verknüpft sind.

## Geschichte
Hydrindan wurde erstmals 1903 durch Reduktion von Indan nach einer Methode von Paul Sabatier und Jean Baptiste Senderens erhalten. Die Hydrierung bei Normaldruck unter Katalyse eines Palladium-Katalysators wurde 1924 von Nikolai Dmitrijewitsch Selinski beschrieben.

## Gewinnung und Darstellung
Hydrindan erhält man bei der Hydrierung  von Indan mit Raney-Nickel in Ethanol. Bei dieser Umsetzung entsteht ein Gemisch der cis und trans-Isomeren, die sich durch fraktionierte Destillation trennen lassen.

## Eigenschaften
Durch Erhitzen von Hydrindan mit einem Palladium-auf-Kohlenstoff-Katalysator kann ausgehend von den reinen cis-, bzw. trans-Isomeren ein Gleichgewichtsgemisch erhalten werden.

trans-Hydrindan
cis-Hydrindan

Im Temperaturbereich von 466–517 K steigt der Anteil des cis-Isomeren mit zunehmender Temperatur von 50,15 % auf 57,84 % an. Mit Aluminiumbromid, einer starken Lewis-Säure, kann die Isomerisierung bei deutlich niedrigeren Temperaturen durchgeführt werden. Bei 251,7 K liegt im Gleichgewichtsgemisch das trans-Isomer zu 65,8 % vor und bei 320,3 K beträgt der Anteil 59,7 %.

## Vorkommen
Hydrindan kommt als Strukturelement in zahlreichen Naturstoffen, wie beispielsweise Vitamin D und bei den Steroiden vor.